# Гинков, Никола
Нико́ла Ге́нчев Ги́нков (болг. Никола Генчев Гинков; 18 февраля 1906, Бургас — 1946, Бургас) — советский и болгарский военнослужащий и партийный деятель. Участник гражданской войны в Испании, Великой Отечественной войны. Участвовал в битве за Москву в составе 2-го батальона Отдельной мотострелковой бригады особого назначения НКВД СССР.

## Биография
Никола Гинков родился 18 февраля 1906 года в Бургасе.
В 1921 году стал членом Болгарского коммунистического союза молодёжи. С 1928 года являлся членом Болгарской коммунистической партии (БКП). Окончил гимназию, затем вошёл в ряды рабочего класса. В 1923 году Никола Гинков стал сотрудничать с окружным комитетом БКП, спустя время занялся восстановлением комсомольских и партийных групп после поражения Сентябрьского антифашистского восстания.
Работал после 1925 года в народном рабочем профсоюзе и рабочей партии. В 1929 году руководил борьбой безработных в Бургасе. В 1930 году принял участие в съезде безработных. В результате неудачи Никола Гинков ушёл в подполье. В течение года он укрывался в Софии. Был приговорён заочно к 3 годам и 4 месяцам тюрьмы.
В 1932 году эмигрировал в СССР. Здесь он получил высшее партийное образование. Участвовал в гражданской войне в Испании 1936—1939 годов. Отмечается, что Никола Гинков проявил качества способного военного командира. Он руководил батальоном и вскоре достиг звания майора.
В 1939 году по возвращению в Советский Союз его вновь привлекли к партийной работе. Во время Великой Отечественной войны Никола Гинков принимал участие в обороне Москвы и других сражениях. В феврале 1945 года он вернулся в Болгарию.
Никола Гинков активно участвовал в партийной и общественно-политической жизни Бургаса и Бургасской области. Он работал заведующим отделом в областном комитете БКП. Умер в 1946 году в Бургасе.